# Frans Wennekes
Franciscus Leonardus Joseph (Frans) Wennekes (Nijmegen, 13 maart 1923 – Amersfoort, 5 juli 2004) was een Nederlandse journalist. Tussen 1958 en 1975 was hij voor de stichting Zuid-Oost-Pers en de Audet NV buitenlands correspondent in de toenmalige Duitse hoofdstad Bonn. Hij is de vader van Rolf Wennekes.

## Biografie
Frans Wennekes groeide als jongste van vijf kinderen op in het Nijmeegse bakkersmilieu van zijn ouders. Na de middelbareschoolopleiding volgde Wennekes enkele semesters theologie en vergelijkende godsdienstwetenschappen aan de Katholieke Universiteit van Nijmegen. In 1943 sloot die universiteit onder dwang van de Duitse bezetter de deur en viel het grootste deel van de studenten onder de Arbeitseinsatz. Wennekes werd ingedeeld om te werken in de melk- en kaasfabriek Praest bij Emmerik, net over de Duitse grens.
Eind jaren veertig werd hij bij De Gelderlander sportverslaggever. Daarna werd hij lid van de redactie binnenland om onder leiding van zijn mentor Louis Frequin, de toenmalige hoofdredacteur, te worden toegevoegd aan de redactie buitenland. In de jaren '50 van de twintigste eeuw verzorgde Wennekes de vertaling en bewerking van "Recht op eigen geweten" van Nikolai Chochlof. In 1958 werd hij door de Audet NV uitgezonden als buitenlands correspondent met standplaats Bonn, de toenmalige hoofdstad van de Bondsrepubliek Duitsland. In 1959 zond de NCRV zijn hoorspel "De Vlucht" over de vlucht van een Oost-Duitse vrouw naar het vrije westen twee keer uit.
Wennekes trad meerdere malen op in Der Internationale Frühschoppen van de Duitse zender ARD. Daarnaast was hij werkzaam voor Actueel. Zijn artikelenreeks over Adolf Hitler verscheen als gebundelde uitgave in 1983 onder de titel "Adolf Hitler - De man die uit het niets kwam".

## Erkenning
Wennekes werd in de jaren tachtig van de twintigste eeuw drie keer onderscheiden als Ridder in de Orde van Oranje-Nassau, als Officier in de Orde van Leopold II en met het Bundesverdienstkreuz Erster Klasse.